# MARVELOUS (笠浩二のアルバム)
『MARVELOUS』（マーベラス）は、RYUが1991年8月24日にリリースしたアルバムのタイトルである。

## 解説
- 笠浩二が『C-C-B』時代から在籍していた『ポリドール・レコード』から『バースデーレコード』に移籍後初のアルバム。
- 『RYU』のバンドメンバーも作詞、作曲をしている。

## 収録曲
| #   | タイトル                     | 作詞     | 作曲     | 編曲     |
| --- | ---------------------------- | -------- | -------- | -------- |
| 1.  | 「NO PERMISSION」            | 宮脇俊郎 | 竹森久晃 | 安保亮   |
| 2.  | 「Good Bye 17」              | 笠浩二   | 笠浩二   | 岩瀬昇造 |
| 3.  | 「I'm Just Fallin' In Love」 | 宮脇俊郎 | 竹森久晃 | 安保亮   |
| 4.  | 「TIME」                     | 川端斉   | 笠浩二   | 岩瀬昇造 |
| 5.  | 「幻の君に」                 | 宮脇俊郎 | 竹森久晃 | 岩瀬昇造 |
| 6.  | 「マーベラス」               | 笠浩二   | 笠浩二   | 安保亮   |
| 7.  | 「みてごらん愛を」           | 笠浩二   | 笠浩二   | 安保亮   |
| 8.  | 「Another Line」             | 宮脇俊郎 | 宮脇俊郎 | 岩瀬昇造 |
| 9.  | 「Made Up Your Mind」        | 宮脇俊郎 | 宮脇俊郎 | 池頼広   |
| 10. | 「いつでもアバンチュール」   | 川端斉   | 笠浩二   | 岩瀬昇造 |
| 11. | 「老人と海」                 | 川端斉   | 笠浩二   | 岩瀬昇造 |

## 楽曲解説
1. NO PERMISSION
2. Good Bye 17
3. I'm Just Fallin' In Love
4. TIME
5. 幻の君に
6. マーベラス
  - アルバムタイトル曲。
7. みてごらん愛を
8. Another Line
9. Made Up Your Mind
10. いつでもアバンチュール
11. 老人と海
  - 本楽曲を最後に笠は一旦表舞台から降り、次作がリリースされたのは8年後となった。